# Ой по горі роман цвіте
«Ой по горі роман цвіте» — вірш-посвята Тараса Григоровича Шевченка. Написана ймовірно 7 червня 1859 року; основний текст — автограф у Більшій книжці (ІЛ.-Ф.I.-N 67. — С.238).

## Сюжет твору
«Ой по горі роман цвіте» — вірш-роздум історично-побутовий, написаний у дусі фольклорної та літературно-романтичної традицій.

## Історія вірша
Вірш «Ой по горі роман цвіте» писався в суперечливий період життя Шевченка, коли слава та популярність автора крокувала поруч із затятою цензурою. Відтак поет змушений був вдаватися у творчості до чималих алегоричних і художніх образів, щоби приховати український реалізм тогочасся та подати соплемінникам своє застереження щодо їхнього майбутнього.

### Написання та його варіації
Вірш написано під час останньої подорожі Тараса Шевченка в Україну, 7 червня 1859 року, коли він перебував на хуторі Лихвені Лебединського повіту Харківської губернії (нині — у складі села Лифине Лебединського району Сумської області).
Кількома місяцями пізніше Шевченко вирішив запрезентувати цей твір своєму давньому другові, зробивши автограф-присвяту. «Ой по горі роман цвіте» — присвята-вшанування Федора Черненка, українського інженера-архітектора, який, перебуваючи на службі в Санкт-Петербурзі, спромігся згуртувати довкола себе чимало українства, а його квартира стала місцем зібрання українців у столиці імперії. Шевченко, вписуючи дату посвяти, 22 вересня 1859 рік, очевидно мав намір нагадати побратимові їхні спільні молодечі роки (проведені в тодішній столиці Російської імперії), на чому спиняються дослідники творчості поета, зокрема Ю. О. Івакін
Вірш мав дві редакції: авторську та згідно першодруку (в альманасі «Хата»), але останній варіант, з роками, відійшов, оскільки наступні упорядники намагалися дотримуватися саме авторського варіанту, без коректур.

### Публікації
Вперше публікація вірша була ще за життя Шевченка, 25 лютого 1860 року, у першому номері народницько-просвітницького альманахУ «Хата», що видав його давній друг-побратим Пантелеймон Куліш у столиці Російської імперії — Санкт-Петербурзі. Повністю україномовне видання знайомило читачів із кращими взірцями тогочасної української літератури, серед яких уже тоді визнавався і Тарас Шевченко. У рубриці «Кобзарський гостинець» (автор збірки наче натякав на заборонене видання, переслідуваного царатом Шевченка), на 90 сторінці альманаху, було розміщено вірша під назвою «Пісня». Вважається, що назву та корективу першого рядка зробив редактор видання, Пантелеймон Куліш (який зчаста робив такі корективи у своїх збірних виданнях), очевидно за погодженням Шевченка, адже той виступав співавтором ідеї (та через переслідування і цензурування — не міг декларувати свою участь у просвітницьких проектах). Відтак, і уже в 2 виданню альманаху, повторно виданому в 1860 році, Шевченко не змінював кулішеві правки і залишив перший рядок "Ой по горі ромен цвіте, ". До сучасників дійшло лише кілька екземплярів видання, один знаходяться в національній бібліотеці, а інші в приватних колекціях.
За публікацією «Хати» сподвижники поета, опісля його смерті, задалися ціллю — популяризації творчості поета. Україною ходили популярні для тогочасні рукописні копії: у збірці «Сочинения Т. Г. Шевченка», 1862 (ЦДАМЛМУ, ф. 506, оп. 1, № 4, с. 402); у «Кобзарі» 1860 з рукописними вклейками (ІЛ, ф. 1, № 535, с 146); у рукописних «Кобзарях» — 1865, переписаному Д. Демченком (ІЛ, ф. 1, № 81, арк. 11), та 1866 (ІЛ, ф. 1, № 842, с. 246).
У 1867 вийшов у світ «Кобзар», виданий на кошти російського видавця Д. Ю. Кожанчикова, на той час перше посмертне й найбільш повне видання «Кобзаря», укладене М. І. Костомаровим та Г. С. Вашкевичем. В тій книжці знайшлося місце і для «Пісні», поданій за її першодруком "Ой по горі ромен цвіте, ".
Більш розширеним було празьке видання «Кобзаря» 1876, здійснене за дорученням київської «Громади» Олександром Русовим. Олександр Русов виїхав до Праги, де надрукував «Кобзар» (1875—1876 рр.) у двох томах. Російська імперська цензура дозволила ввезти на територію Росії тільки перший том. У другому томі вперше з'явились 18 поезій (з Більшої книжки), зокрема і "Ой по горі ромен цвіте, " (за першодруком).

### Переклади
Уже наприкінці ХІХ століття появилися перші переклади віршів Шевченка, а з початку ХХ століття це вже були системні і чималі обсяги перекладу творчості Шевченка. Невдовзі читачам з-за меж України презентували і перші переклади віршу-пісні «Ой по горі роман цвіте». Першим переклав і опублікував 18 творів Кобзаря Леонард Совінський, в 1861 році у Вільно вийшла його книжка «T. Szewczenko. Studium przez Leonarda Sowińskiego», до якої увійшли переклади віршів «Чого ти ходиш на могилу…», «Нащо мені женитися?», «Ой, по горі роман цвіте»…
Загалом відомі професійні переклади знаних іноземних поетів та перекладачів:
- Леонард Совінський — у польському виданні «Kuijer Wileński» опублікував кілька ліричних віршів, зокрема і «Ой по горі роман цвіте»[8];
- Богомил Райнов — болгарський письменник в 1934 році представив свій переклад вірша-пісні в колективній збірці, присвяченій 120-річниці з дня народження Шевченка[9];
- Седу Амірян — вірменська поетеса-перекладач, дослідник творчості Шевченка, зробила переклад на російську[10];
- Бегалін Сапаргалі — казахський письменник в 1939 році видав збірочку віршів Тараса Шевченка, у власному перекладі.

## Художні особливості

### Художні образи та засоби
1 — образ козака, який, крокуючи Україною, вдається до журливих роздумів щодо своєї долі. Постать козака піднесено романтична, опоетизована в дусі фольклорної та літературно-романтичної традицій.
1 — художньою образністю, автор вивів у вірші ще один образ-персонаж — ромен, в усній народній творчості то є квітка ромашкаРОМЕ́Н, — Народна назва ромашки. Цвітуча весняна квітка, уособлює молодість, грайливість відома по всій території України і мала чимало пестливих форм. Саме буйноцвіття ромену, сколихнуло журливі нотки в душі козака, якому його майбуття вселяло безнадію, напротивагу буйній, квітучій молодості.

## Ой по горі роман цвіте— в мистецтві
Вірш-посвята, якого Шевченко присвятив одному зі своїх друзів, і не мав стати надмірно публічним явищем, отримав чимале зацікавлення, і, поготів, став у числі найпоширеніших творінь українського поета-просвітителя. Найбільше його експлуатують співаки, не даремно ж в першодруці він носив наймення «Пісня».

### Народна творчість
Актуальність і сюжет балади, у вірші «Ой по горі роман цвіте» спричинив до появи його в репертуарі народних лірників, уже в середині ХІХ століття. Кобзарі, мандруючи Україною, поширювали вірша, якого переймали у всіх селах та містах Вкраїни. На просвітницьких зібраннях чи в колі сім'ї українці декламували баладу-роздум Шевченка. І так триває й по сьогодень: чимало українців знайомиться з ним в навчальних закладах, чи в мандрівках, або ж на урочистостях й фестивалях.

### Хорове виконання
Коли ж терени України захопив хоровий спів (десь на початку ХХ століття), чимало співців звернули увагу на творчість Кобзаря, і майже більшість його творів були поставлені під хоровий спів. Пізніше і маститі композитори долучилися до написання музики до найгучніших композицій. Суттєво тому посприяв український оперний співак та композитор Ігор Кушплер, його паартитурою послуговувалося чимало виконавців.

### Сучасна естрада
Наприкінці ХХ століття сучасне музичне мистецтво заповнила естрада, відтак чимало співаків-солістів почали послуговуватися текстами Шевченка у своїй творчості. Конюктура незалежної та самостійної України — змусила цю естраду Шевченкову лірику припасовувавти до нових, сучасних реалій. Перші класичні виступи, наближені до оперних чи хорових і сольних балад, поступилися місцем етно-народним піснеспівамОй, «У Горі Роман Цвіте від» «Нічлава Блюз» (музика — Ігор Пелих, вокал — Андрій Підлужний), або ж роково-модерним композиціям. До осучаснення шевченківської балади-роздуму приклався знаний в Україні журналіст та продюсер Ігор Пелих, його музика перетворила журливий спів козака в яскравий актуальний образ сучасного українця.

### Творчі проекти, створені за мотивами вірша-пісні
З легкої руки Пантелеймона Куліша, «Шевченкова пісня» поступово перетворювалася в народну. Вдале поєднання історичних та художніх образів, спонукало до використання пісні в різних сферах, ситуаціях. Від розпачливо-тужливої — до весільно-запальної, ось таким чином вірш-пісня закарбовувалася в народній пам'яті. Коли в мистецтві та літературі вкорінилися новомодні модерні варіації, звичне «Ой по горі роман цвіте» почало обростати новомодними гранями. На кількох українських інформаційних ресурсах (радіо та телебачення) пісню почали використовувати як музичні заставки, або ж подавали її в нових формах чи сценках.